# Туризм у Швеції
Туризм у Швеції — один з елементів економіки Швеції. Відповідно сторонніх оцінок про Швецію, Швеція має чудові пейзажі і мальовничі краєвиди для мандрів, має свою особливу культуру та багату історію, цікаві шведські провінції (т. зв. «зелений туризм»), історичні ландшафти, національні парки, пам'ятки Всесвітньої спадщини ЮНЕСКО тощо. Детальну інформацію можна отримати через будь-який туристичний офіс. В цілому світі про Швецію відвідувачам нагадують живі враження від подорожі, малювання картин, фото знімки, фільмування тощо як свідчення тим, хто ще не був туристом у Швеції мати на меті приїхати до Швеції. В Швеції є українська діаспора та притаманне їй культурне життя.

## Популярні маршрути
Швеція має систему залізничних шляхів (SJ): повільні й швидкісні (X2000) поїзди по всій країні, що з'єднують усі великі міста. Шведська залізниця забезпечує відвідування Норвегії та Данії. Є єдина лінія залізниці на півночі Швеції (до Нарвіку Норвегії) тоді, коли найбільше розгалуження залізничних шляхів є на півдні країни.
Авіалінії шведських авіакомпаній надають доступ через повітря до дальніх подорожей у світі. Найбільші аеропорти Швеції — Стокгольм-Арланда, Гетеборг-Ландветтер, Мальме і Стокгольм-Скавста. Є також менші регіональні летовища, обслуга дочірніми авіакомпаніями (SAS).
Між країнами Європи та Швецією є лінія транспортних поромів (переправа особистого транспорту туристів разом з туристами). Маршрути поромів та пароплавів є до Фінляндії (і Аландські острови), Естонії, Латвії, Литви, Калінінграду (Росія), Польщі, Німеччини, Данії і Норвегії.
У Швеції встановлено межу безпеки: протягом дня обмежено рух автомобільного транспорту у місті 50 км/год, на шосе 70-90 км/год, на подвійній проїжджій частині та на автомагістралях 90-110 км/год, інші дороги — 110—120 км/год. Для відпочиваючих з вагою їх туристичного транспорту більш як 3,5 т, максимальна швидкість 90 км/год, для компанії — 80 км/год. Обмеження вживання алкоголю за кермом — 0,2 проміле. Більша частина подорожей — здійснюється на автобусах. Можливий переїзд до Фінляндії на автобусі, через відмінність залізничної колії. Можна замовити прогулянку на човні (Silja, Viking) на лінії зі Стокгольма (Швеція) в Гельсінкі (Фінляндія), відвідати Німеччину, Польщу, Естонію, острови.
Є можливість перевезення власних велосипедів туристів у кожному автобусі та поїзді (платно або безкоштовно за попереднім записом). Інформація цього сервісу доступна на відповідних носіях для іноземних туристів.

## Лижний та піший туризм
Через північне розташування Швеції, влітку сонце заходить лише протягом короткого періоду часу (на північ від Північного полярного кола). Це явище дозволяє бути на свіжому повітрі і пізно ввечері, ніж зазвичай.
У зимовий час коло північного міста Кіруна можна побачити «північне сяйво». Туристи на півночі Швеції взимку приймають поїздки в оленячих санях або на санях з собаками (на нартах). Крім цього, можна кататися на лижах на курортах, є багато бігових лижних трас по всій північній Швеції. На початку березня пропонується найдовша і найбільша бігова лижна гонка в світі (швед. Vasaloppet). І хокей є популярним видом спорту в зимовий період. Багато із заток в північній частині країни заморожені в зимовий період, і можна займатися яхтингом на льоду або кататися ковзанами на кризі. Багато озер є також заморожені, тому є в Швеції для туристів можливість брати участь і в підлідній рибалці (швед. pimpelfiske).
Швеція має велику кількість озер і лісів, популярні риболовля, плавання на байдарках і каное влітку (рафтинг). Є кілька великих озер, включаючи озера Веттерн і Венерн. Канал Гета зі Стокгольма в Гетеборг дозволяє поїздки в літній час.
Піші прогулянки популярні в літній час в лісових районах, огляд альпійських пейзажів. Гірничо-пішоходні стежки обмежені на півночі та у північно-західній частині Швеції, де майже 1000 км у довжину і від 50 до 200 км в ширину гірський хребет має кордон з Норвегією.
На півдні шведських гір, як правило, є високі пагорби з деякими гострими вершинами. У Швеції є високі піки гір (найвища гора в Швеції Кебнекайсе поблизу Кіруна — 2111 метрів (6926 футів) у висоту, якщо до уваги — найвища вершина в Скандинавії є Гальхепігген що має 2469 метри (8100 фути)). Північ шведського хребта має дикий альпійський регіон, відомий як область Лапландія (фін. Laponia). Ця область включає в себе всесвітньо відомий гірський регіон, як Національний парк Сарек, що звуть «остання пустеля Європи» або «Аляска Європи». І має площу близько 9400 км², площа ж Лапландії є найбільшою пустелею в Європі серед великих територій незайманої природи. Це приваблює безліч туристів щороку, але відвідування певних частин даного регіону вимагає досвіду. Оскільки це в основному є у бездоріжжі, і має величезні відстані пішки, є нежитловим масивом землі, а також де відсутній мобільний телефонний зв'язок.
Інша популярна область для шведського гірського туризму є швед. Kungsleden. Це маршрут 400 км довжини, який сягає майже через половину шведського хребта, від Абіску на півночі, в швед. Hemavan на півдні країни. Похід туди не вимагає ніякого екстремального досвіду, є гірські хатини з розміщенням, і невеликі магазини розташовані уздовж стежки. Це маршрути на природі світового класу, придатні як для ветеранів туризму, так і новачків.

## Релігійний туризм
На теренах Швеції є старовинні католицькі споруди, давні протестантські церкви, відомі християнські навчальні заклади, пам'ятки видатної християнської культури Європи з XI століття.

## Статистика
Туристичні подорожі та відпочинок у Швеції становлять відносно невелику частину шведської економіки в 2011 році на рівні 2,9 % від ВВП країни. Туризм приніс 264 млрд шведських крони, 98,8 млрд з яких були іноземними витратами відвідувачів у Швеції. 7,1 % від шведського доходів домашніх господарств витрачається на внутрішній туризм.
Швецію в основному відвідують туристи із сусідніх країн, таких як Данія, Норвегія та Фінляндія; Німеччина і Сполучене Королівство. Шведські туристичні маршрути включають музей Васа, Міллесгорден, Всесвітня спадщина Театр палацу Дроттінхольм (швед. Drottningholms slottsteater), та інші туристичні визначні пам'ятки. Туристи знайомляться з сучасним мистецтвом Швеції, літературою, музикою (наприклад, ABBA) тощо.
Відомим є один туристичний маршрут на поїзді з півдня на північ Швеції, перегляд історичних, природних і культурних пам'яток. Цей маршрут користується особливою популярністю серед німецьких туристів. За даними CIA World Factbook, Швеція посідає 21 місце серед найвідвідуваніших країн світу. Так у 2006 р. було 7627000 іноземних відвідувачів (туристів) у Швеції.

## Готелі та кемпінги
У розпорядженні Швеції майже 2500 готелів та кемпінгів для туристів. Міжнародний телефонний код Швеції +46, працює Інтернет, в багатьох кафе є мережа вільного доступу до Wi-Fi. У 2003 р. було відхилено шведами скасування обігу крони (SEK). В обігу є шведська крона з євро (10:1), працюють пункти обміну валюти, вільно використовуються кредитні та де-бітні картки, є банкомати, в крамницях обслуговують за картками. При сплаті готівкою сума може бути округлена «вгору» або «вниз» за курсом, бо монети крони вже не є в обігу. Для туристів є широкий вибір сувенірів.
У кемпінгах Швеції популярне нічне життя в клубах, ресторанах тощо. Кемпінги мають каюти від двох до чотирьох ліжко-місць, прості меблі.

## Галерея

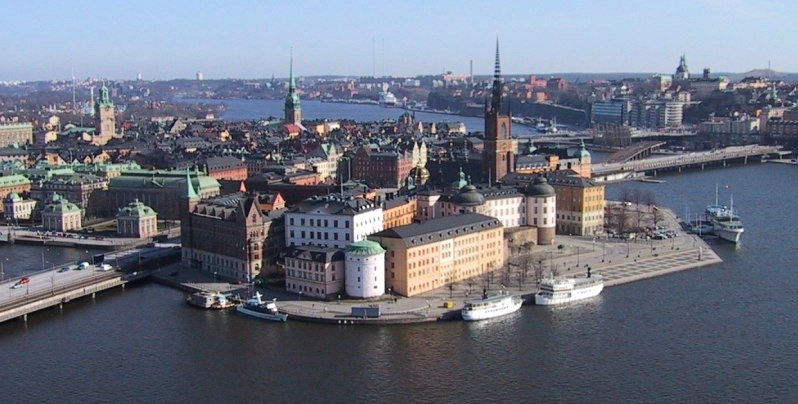
«Старе місто» у центрі Стокгольму (Gamla stan)
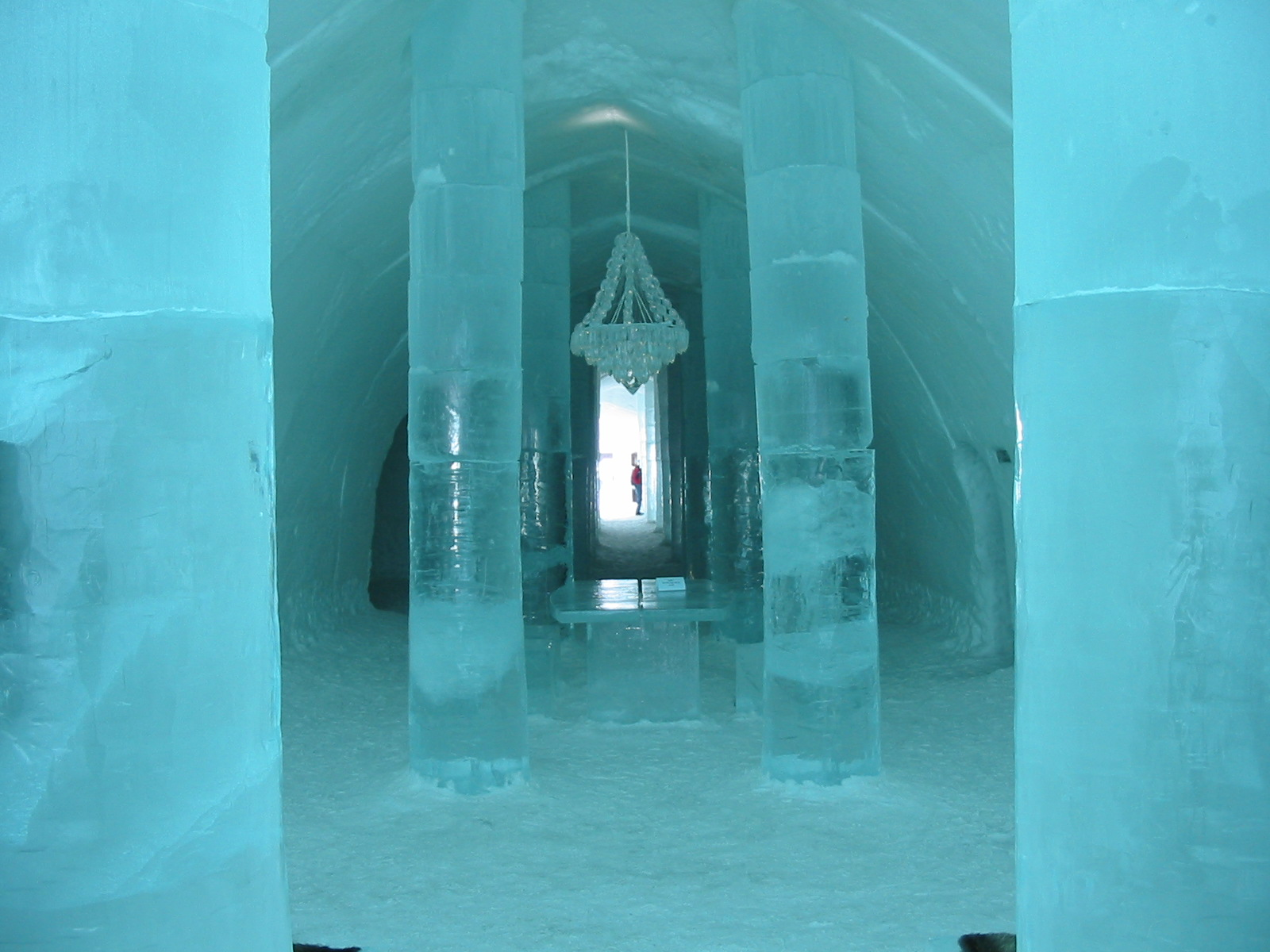
Льодяний готель у Юккас'ярві
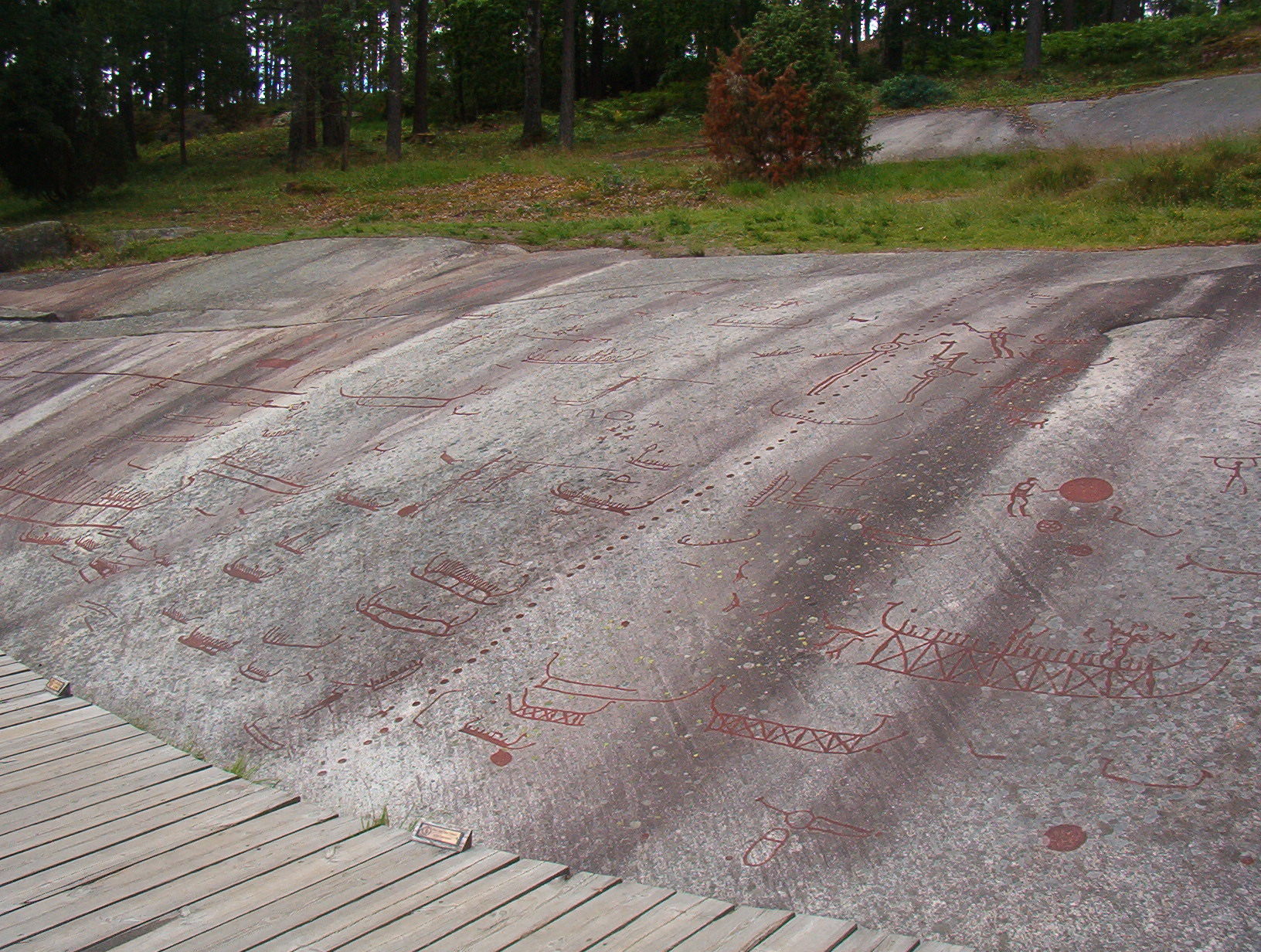
Наскельні малюнки, рунічне зображення (Tanumshede)
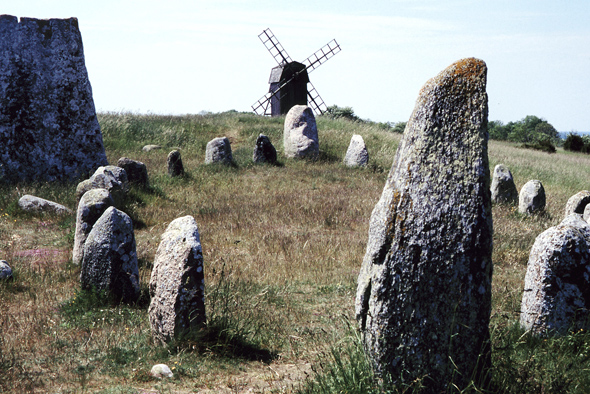
Вид з південної частини острова Еланд
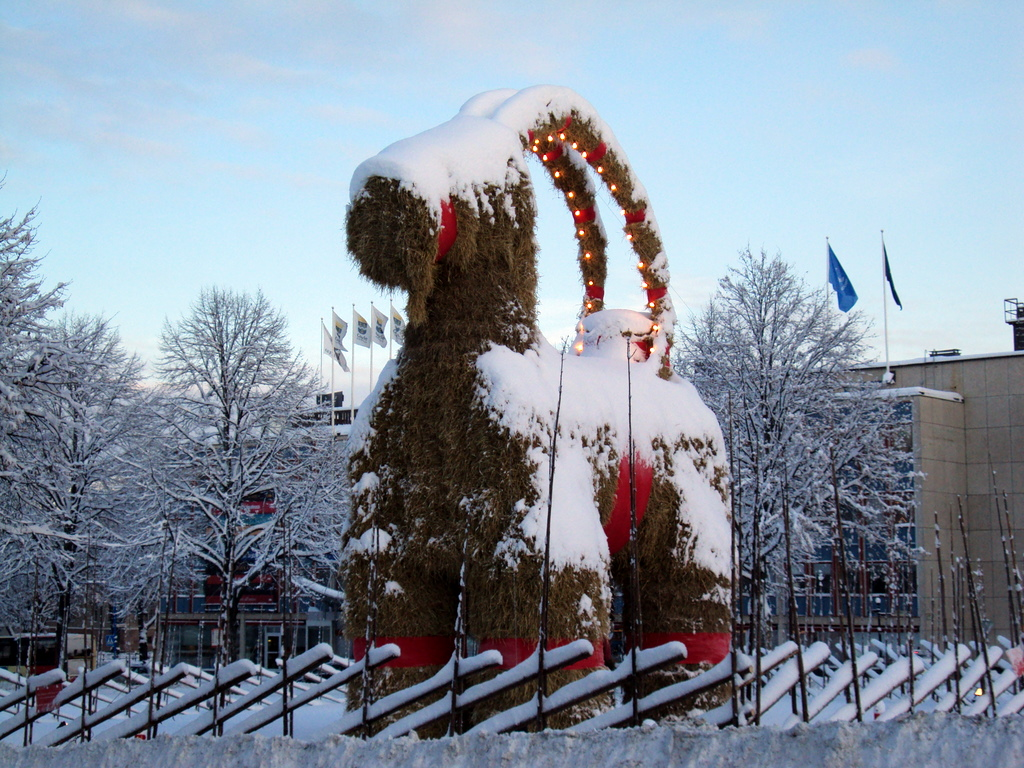
Євльський цап (2009 р.)
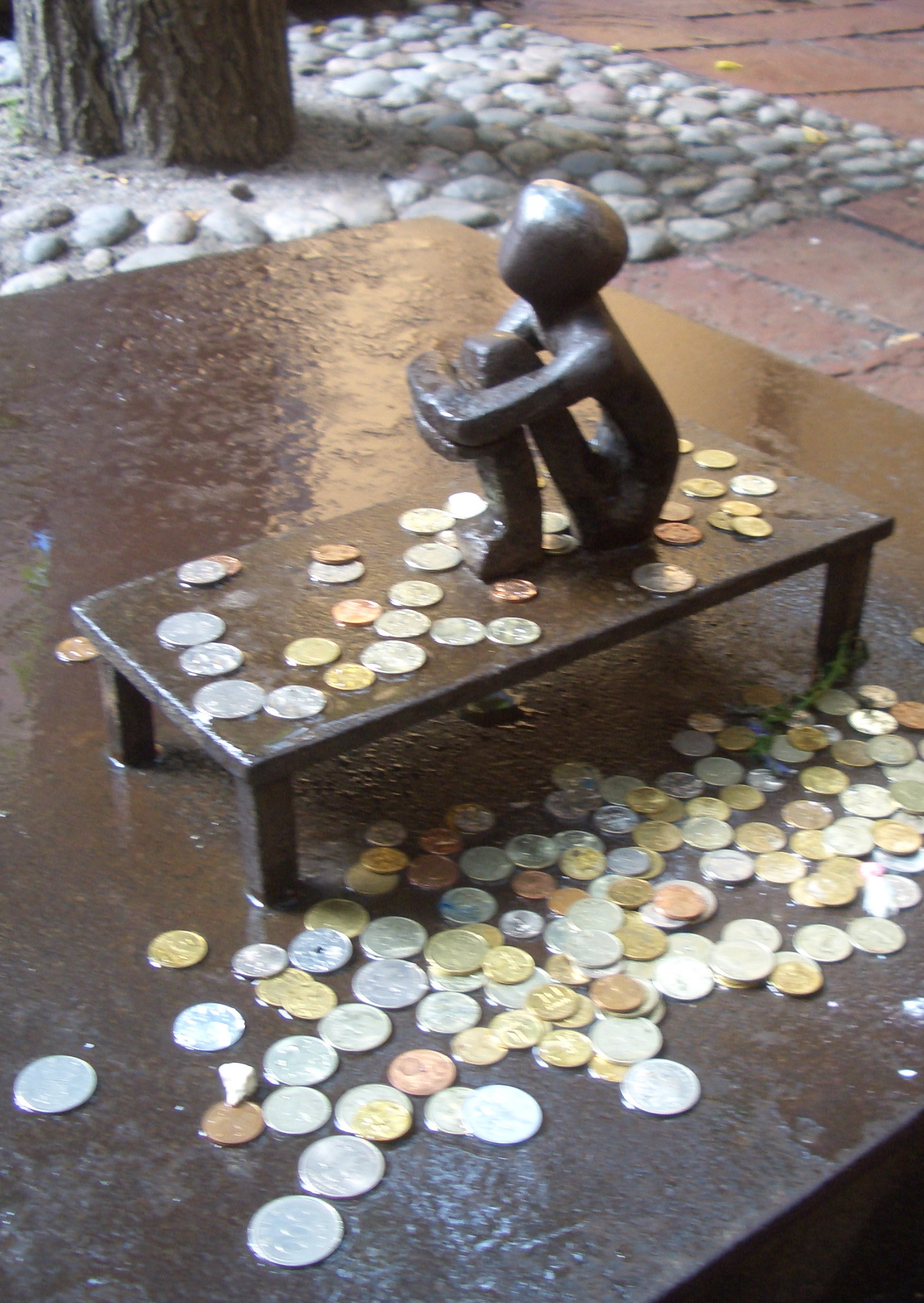
Пам'ятка «Хлопчик дивиться на місяць» (найменша скульптура в світі)
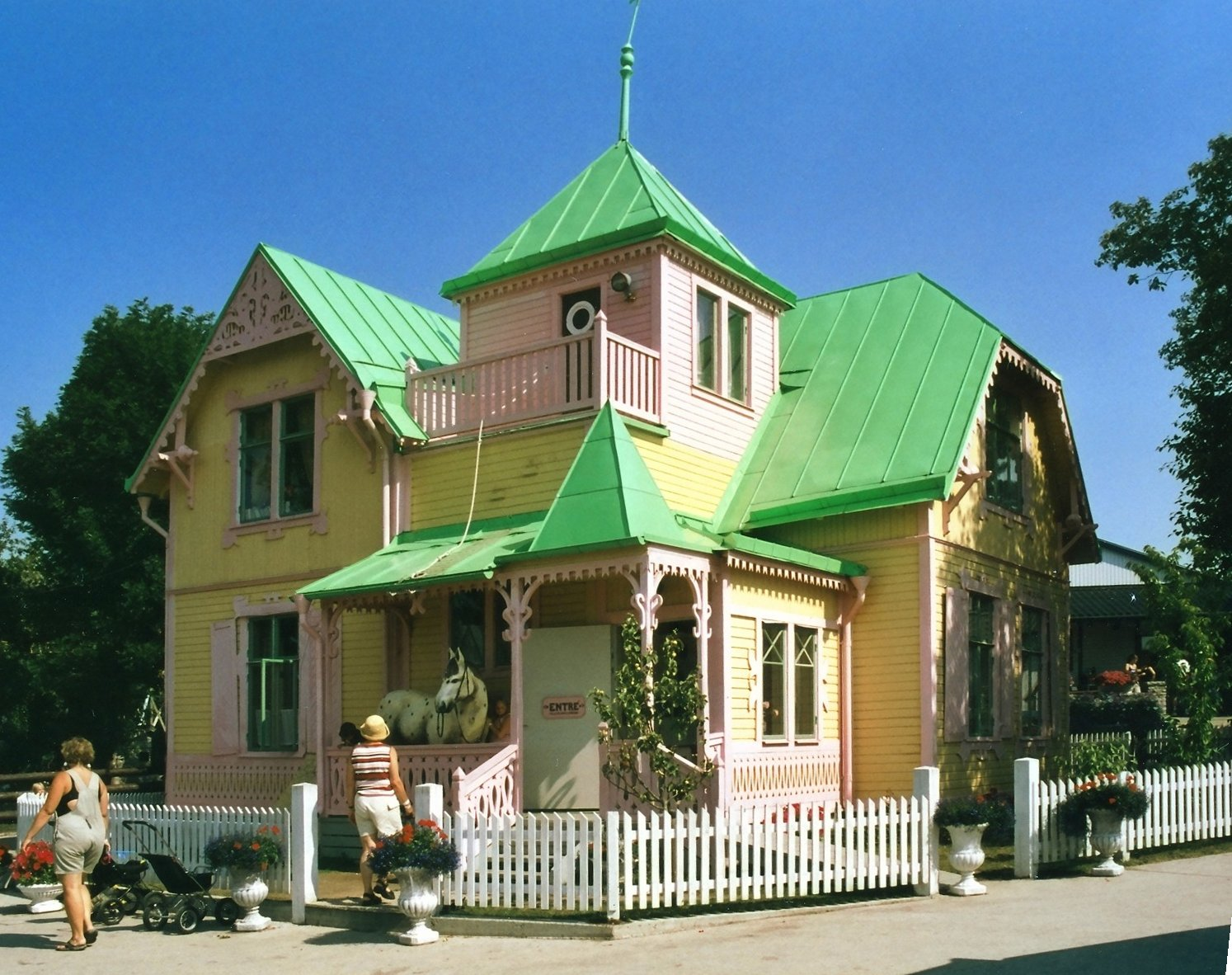
Вілла «Догоридригом» (або «Куриця») - дім Пеппі Довгої Панчохи (героїні твору Астрід Ліндґрен)
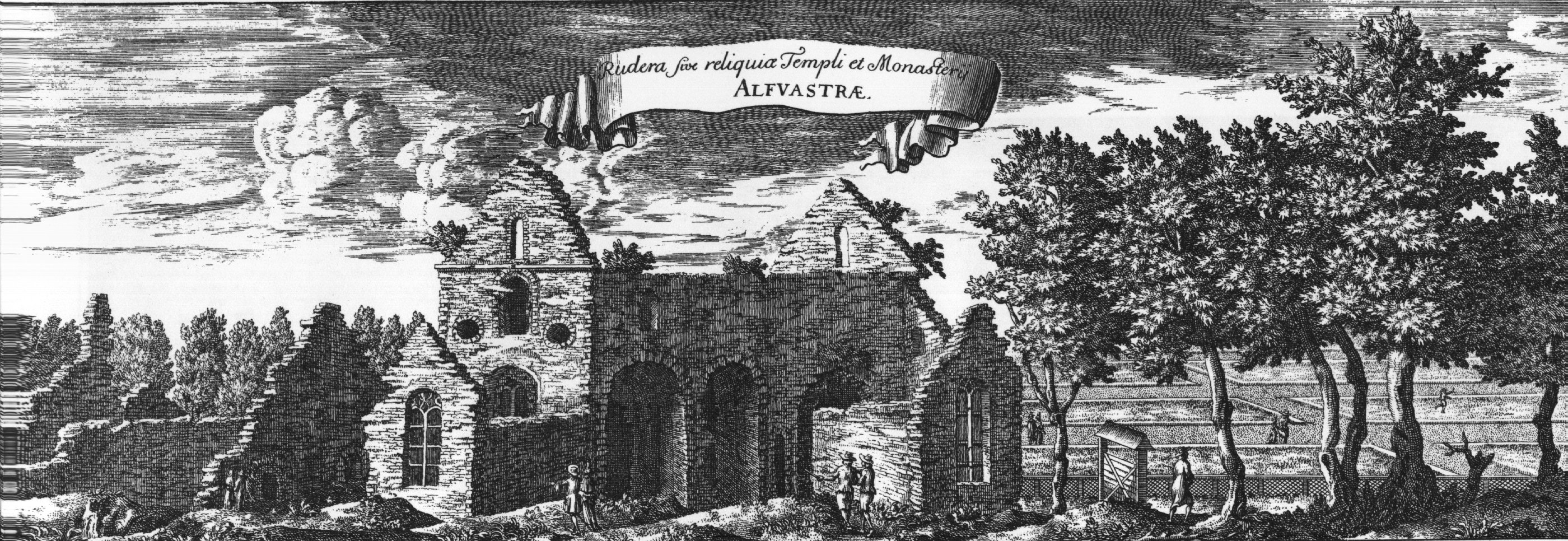
Румовища старовинного монастиря Альвастри (1690-1710)
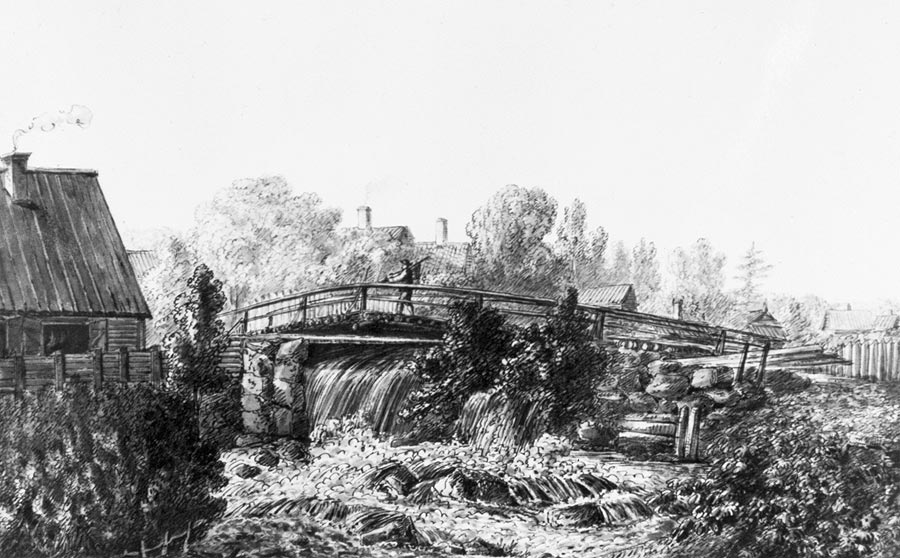
Маєток Віра (1635-1814)
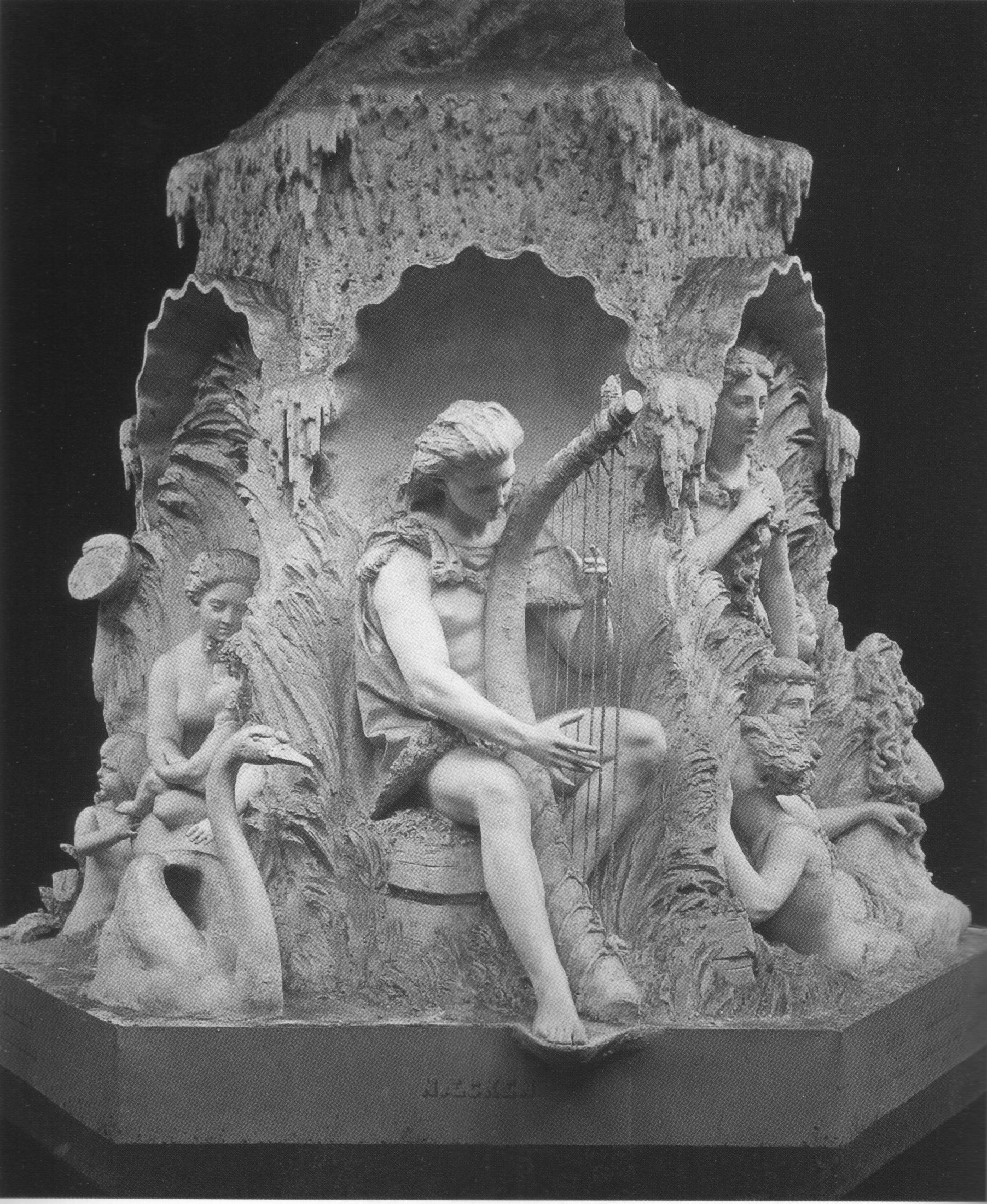
Фрагмент вихідного зліпку: Водяний грає на арфі (Кунгстредгорден)
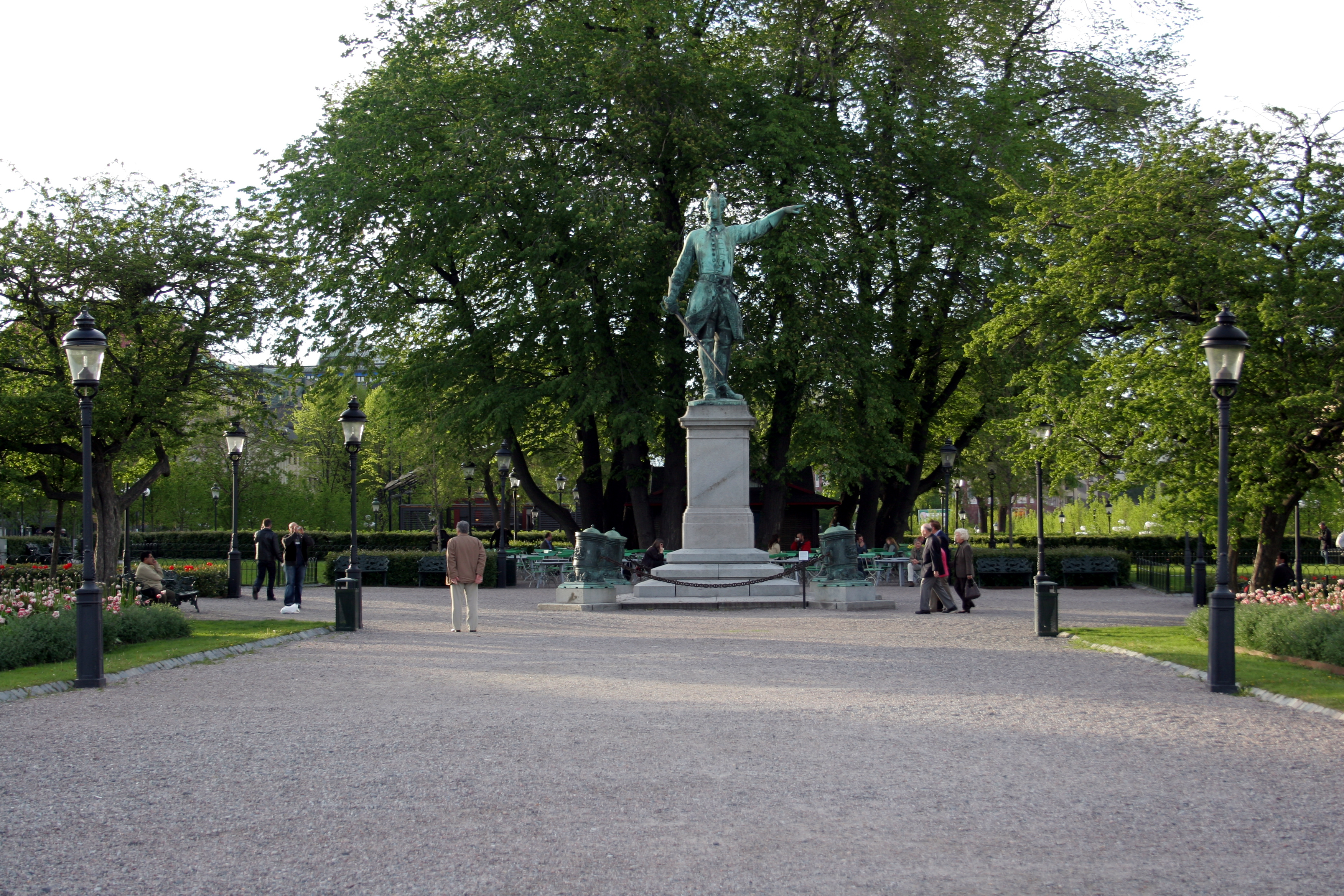
Пам'ятка королю Карлові XII (Кунгстредгорден)
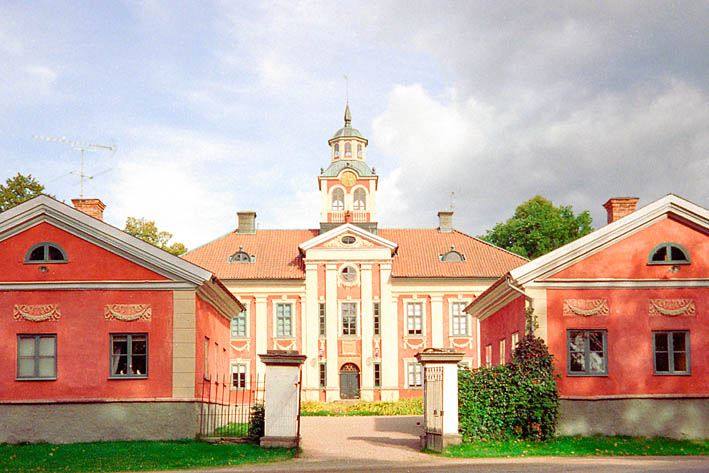
Маєток Марієдаль